# Europa de los Pueblos - Verdes
Europa de los Pueblos - Verdes (Edp-V) fue una coalición electoral formada para presentarse a las elecciones al Parlamento Europeo de 2009 en España. El único escaño que obtuvo la coalición en la eurocámara sería ocupado de manera sucesiva por los cuatro primeros miembros de su lista electoral.

## Formación de la candidatura
Tiene su origen en la coalición presentada a las elecciones al Parlamento Europeo de 2004 Europa de los Pueblos, pero con notables modificaciones, especialmente al haberse incorporado dos nuevos partidos: Bloque Nacionalista Galego (BNG) y Aralar.
Esquerra Republicana de Catalunya (ERC) volvió a designar al número uno de la candidatura. Inicialmente, ERC había hecho una oferta a CiU para constituir una candidatura catalanista, que fue rechazada por dicho partido. Tras ello, ERC hizo público a su candidato, el independiente Oriol Junqueras. ERC mantuvo también contactos con Coalición Canaria y con Izquierda Unida, que no fructificaron. Asimismo ERC ofreció al Bloque Nacionalista Galego (BNG) presentar una candidatura conjunta de izquierdas, nacionalista e independentista como alternativa a Galeusca. En dicha candidatura también se intentaba englobar a Aralar, Eusko Alkartasuna, Chunta Aragonesista, PSM-Entesa Nacionalista, Entesa per Mallorca, Los Verdes y Nueva Canarias.
Finalmente, la candidatura se articuló sobre el pacto alcanzado entre ERC y Aralar, formación que había experimentado un espectacular crecimiento en las elecciones al Parlamento Vasco de 2009. Asimismo, se confirmó la presencia de Eusko Alkartasuna, el socio tradicional de ERC en las elecciones europeas, partido que sin embargo mostró cierto malestar por la actitud de ERC al pactar con Aralar sin contar con ellos. Por su parte, el Bloque Nacionalista Galego (BNG) anunció su abandono de Galeusca-Pueblos de Europa tras varias semanas de indefinición, confirmándose que ocuparía el segundo puesto de la lista encabezada por ERC, que recayó en Ana Miranda.
Por otra parte, la Confederación de Los Verdes, que había concurrido en las anteriores elecciones con el PSOE, decidió no renovar el acuerdo y entablar conversaciones con otros grupos, siendo finalmente la candidatura de Europa de los Pueblos la elegida. 
Esta decisión provocó malestar en el Partido Verde Europeo, que anunció su apoyo al otro partido que lo integra en España, Iniciativa per Catalunya Verds, el cual había renovado su acuerdo anterior con Izquierda Unida. Los Verdes no consideraron la posibilidad de presentarse tampoco con la otra candidatura ecologista, promovida por los partidos de la Mesa para la Unidad de Los Verdes, Los Verdes - Grupo Verde Europeo. La falta de candidatura única provocó que varios de los componentes más minoritarios de la Confederación, como Berdeak en el País Vasco, Els Verds de Menorca, Els Verds de Mallorca, Los Verdes de Asturias, Nafarroako Berdeak en Navarra, Los Verdes de Cantabria, Los Verdes de Murcia, Los Verdes de la Rioja, Los Verdes de Castilla y León, Los Verdes de Madrid, Los Verdes de Castilla-La Mancha, Los Verdes de Extremadura o Los Verdes de Ceuta se desmarcasen y declinasen pedir el voto para ninguna candidatura ecologista. Los Verdes de Aragón pidieron públicamente el voto para Los Verdes - Grupo Verde Europeo.
Los Verdes de Andalucía, Los Verdes del País Valenciano y Los Verdes de Canarias sin embargo, sí apoyaron la decisión y la Confederación de Los Verdes participó en la coalición. Los Verdes participaron con la valenciana Pura Peris García en el número 4 de la candidatura. La representante de la Confederación será eurodiputada los últimos meses de legislatura.
Otro partido que no participó en esta coalición aunque inicialmente se barajase esta posibilidad fue Unidá Nacionalista Asturiana (UNA), según esta debido a presiones por parte del BNG para excluirla. Asimismo tampoco participó Andecha Astur, que sí lo hizo en la anterior coalición, pero en esta ocasión debido a motivos jurídicos.
También se anunció que, aunque Nueva Canarias había anunciado públicamente que no concurriría a las elecciones europeas, se mantenían contactos con dicha formación. No obstante, aunque se llegó a dar por hecho el acuerdo, finalmente no se materializó, anunciando NC que no se presentaría ni en coalición ni en solitario.
El partido balear PSM-Entesa Nacionalista (PSM-EN), otro partido que se consideró inicialmente como socio de la coalición finalmente no lo hizo. Alegó que no se llegó a un acuerdo debido a la condición supuestamente impuesta por ERC para pactar una coalición de PSM-EN, ERC y ExM en la línea del Bloc per Mallorca para las elecciones al Parlamento de las Islas Baleares de 2011, que el PSM-EN calificó de "chantaje" de ERC; aun así pidió el voto para la coalición. El partido que sí figuró en la coalición fue Entesa per Mallorca, una escisión de PSM-EN.  
Por su parte, el 7 de abril, el comité nacional de la Chunta Aragonesista anunció que decidiría el 18 de dicho mes si aceptaba la propuesta de la ejecutiva del partido para participar en la coalición liderada por ERC. La decisión fue afirmativa y CHA se unió a la candidatura.
El BNG le ofreció al Partido de El Bierzo (PB) cederle uno de sus puestos en la lista de la candidatura, en una posición testimonial. También se comprometió a que su candidata, en caso de resultar elegida, trasladaría al Parlamento Europeo las iniciativas que presentara el PB. El Partido de El Bierzo aceptó el ofrecimiento presentándose Roberto García Delgado en el puesto 45 de la candidatura (el séptimo en la lista presentada en Castilla y León, ya que en esta circunscripción solo aparecerían en la papeleta Los Verdes y el Partido de El Bierzo).

## Adscripción europea de los miembros de la candidatura
| Partido                           | Partido europeo       | Grupo en el Parlamento Europeo   |
| --------------------------------- | --------------------- | -------------------------------- |
| Esquerra Republicana de Catalunya | Alianza Libre Europea | Los Verdes-Alianza Libre Europea |
| Bloque Nacionalista Galego        | Alianza Libre Europea | Los Verdes-Alianza Libre Europea |
| Eusko Alkartasuna                 | Alianza Libre Europea | Los Verdes-Alianza Libre Europea |
| Chunta Aragonesista               | Alianza Libre Europea | Los Verdes-Alianza Libre Europea |
| Confederación de Los Verdes       | Partido Verde Europeo | Los Verdes-Alianza Libre Europea |

## Candidatura

### Candidatos
Los siete primeros puestos de la candidatura fueron los siguientes:
1. Oriol Junqueras Vies (Esquerra Republicana de Catalunya)
2. Ana Miranda Paz (Bloque Nacionalista Galego)
3. Iñaki Irazabalbeitia Fernández (Aralar)
4. Pura Peris García (Los Verdes)
5. Sabin Intxaurraga Mendibil (Eusko Alkartasuna)
6. Miguel Martínez Tomey (Chunta Aragonesista)
7. Ramon Àngel Quetgles Ramis (Entesa per Mallorca)

### Nombre por comunidad autónoma
Aunque la candidatura tiene como nombre Europa de los Pueblos - Verdes, en determinadas comunidades autónomas, tal como permite el artículo 222 de la Ley Orgánica de 5/1985, se presenta con los siguientes nombres y cabezas de lista:
| Comunidad autónoma   | Denominación                                                                                         | Cabeza de lista             |
| -------------------- | --- | --------------------------- |
| Andalucía            | Los Verdes - (Europa de los Pueblos - Verdes) (LV)                                                   | Pura Peris (Los Verdes)     |
| Aragón               | Chunta Aragonesista - (Europa de los Pueblos - Verdes) (CHA)                                         | Miguel Martínez Tomey (CHA) |
| Asturias             | Europa de los Pueblos-Verdes (Edp-V)                                                                 | Oriol Junqueras (ERC)       |
| Canarias             | Los Verdes - (Europa de los Pueblos - Verdes) (LV)                                                   | Pura Peris (Los Verdes)     |
| Cantabria            | Los Verdes - (Europa de los Pueblos - Verdes) (LV)                                                   | Oriol Junqueras (ERC)       |
| Castilla-La Mancha   | Los Verdes - (Europa de los Pueblos - Verdes) (LV)                                                   | Oriol Junqueras (ERC)       |
| Castilla y León      | Los Verdes - (Europa de los Pueblos - Verdes) (LV)                                                   | Pura Peris (Los Verdes)     |
| Cataluña             | Esquerra Republicana de Catalunya - (Europa dels Pobles - Verds) (ERC)                               | Oriol Junqueras (ERC)       |
| Ceuta                | Los Verdes - (Europa de los Pueblos - Verdes) (LV)                                                   | Oriol Junqueras (ERC)       |
| Comunidad Valenciana | Esquerra Republicana del País Valencià - Els Verds (Europa dels Pobles - Verds) (Esquerra-Els Verds) | Oriol Junqueras (ERC)       |
| Extremadura          | Los Verdes - (Europa de los Pueblos - Verdes) (LV)                                                   | Oriol Junqueras (ERC)       |
| Galicia              | Bloque Nacionalista Galego (Europa dos Pobos - Verdes) (BNG)                                         | Ana Miranda (BNG)           |
| Islas Baleares       | Esquerra Republicana - Entesa (Europa dels Pobles - Verds) (Esquerra-Entesa)                         | Oriol Junqueras (ERC)       |
| La Rioja             | Los Verdes - (Europa de los Pueblos - Verdes) (LV)                                                   | Oriol Junqueras (ERC)       |
| Madrid               | Los Verdes - (Europa de los Pueblos - Verdes) (LV)                                                   | Oriol Junqueras (ERC)       |
| Melilla              | Los Verdes - (Europa de los Pueblos - Verdes) (LV)                                                   | Oriol Junqueras (ERC)       |
| Murcia               | Los Verdes - (Europa de los Pueblos - Verdes) (LV)                                                   | Oriol Junqueras (ERC)       |
| Navarra              | Independentistak Eta Ezkertiarrak - Europa de los Pueblos - Verdes (ERC-BNG-ARALAR-EA-CHA)           | Oriol Junqueras (ERC)       |
| País Vasco           | Independentistak Eta Ezkertiarrak - Europa de los Pueblos - Verdes (ERC-BNG-ARALAR-EA-CHA)           | Oriol Junqueras (ERC)       |

## Resultados
Finalmente la coalición obtuvo 394.938 votos (2,53%) en toda España, lo que se tradujo en un escaño, que fue ocupado inicialmente por Oriol Junqueras (ERC). Dentro de estos resultados, cosechó 361.141 votos en las comunidades en la que desarrollan su labor los partidos miembros (Cataluña, País Vasco, Navarra, Galicia, Aragón e Islas Baleares), lo que supone el 91,44% de sus votos totales. Los resultados fueron 181.213 votos en Cataluña (9,48%), 41.140 en el País Vasco (5,67%), 14.060 en Navarra (7,04%), 103.724 en Galicia (9,18%), 13.353 en Aragón (2,90%) y 7.651 en Baleares (3,03%).
Conforme a los pactos de constitución de la coalición, se estableció un sistema de rotación proporcional entre los cuatro primeros candidatos y aquellos que correspondieran a partidos que superasen 40.000 votos en su comunidad autónoma. Según esto, Oriol Junqueras (ERC) ocuparía el escaño durante los primeros dos años y medio de legislatura, Ana Miranda (BNG) e Iñaki Irazabalbeitia (Aralar) se repartirían los dos siguientes años y Pura Peris (Los Verdes) lo ocuparía los últimos seis meses. El 1 de enero de 2012 Oriol Junqueras cedió su escaño a Ana Miranda, y ésta se lo cedió a Inaki Irazabalbeitia el 11 de julio de 2013. Finalmente, Pura Peris no ocupó acta de eurodiputada, ya que Inaki Irazabalbeitia conservó su escaño hasta el final de la legislatura.
La evolución de resultados en las comunidades autónomas con partido nacionalista integrante de la coalición es la siguiente:
| Comunidad autónoma   | Partidos 2004                                                  | Resultados (votos) | Resultados (porcentaje) | Partidos 2009                                           | Resultados (votos) | Resultados (porcentaje) |
| -------------------- | -------------------------------------------------------------- | ------------------ | ----------------------- | ------------------------------------------------------- | ------------------ | ----------------------- |
| Aragón               | Chunta Aragonesista (Europa de los Pueblos)                    | 29.520             | 6,18                    | Chunta Aragonesista                                     | 13.353             | 2,90                    |
| Cataluña             | Esquerra Republicana de Catalunya (Europa de los Pueblos)      | 249.757            | 11,86                   | Esquerra Republicana de Catalunya                       | 181.213            | 9,48                    |
| Comunidad Valenciana | Esquerra Republicana del País Valencià (Europa de los Pueblos) | 15.703             | 0,90                    | Esquerra Republicana del País Valencià                  | 9.807              | 0,53                    |
| Galicia              | Bloque Nacionalista Galego (Galeusca)                          | 141.756            | 12,40                   | Bloque Nacionalista Galego                              | 103.724            | 9,18                    |
| Islas Baleares       | Esquerra Republicana de Catalunya (Europa de los Pueblos)      | 7.498              | 2,89                    | Esquerra Republicana de Catalunya y Entesa per Mallorca | 7.651              | 3,03                    |
| Navarra              | Eusko Alkartasuna (Europa de los Pueblos) y Aralar             | 9.684 + 8.848      | 4,89 + 4,46             | Eusko Alkartasuna y Aralar                              | 14.060             | 7,04                    |
| País Vasco           | Eusko Alkartasuna (Europa de los Pueblos) y Aralar             | 54.825 + 8.891     | 7,81 + 1,27             | Eusko Alkartasuna y Aralar                              | 41.140             | 5,67                    |
| Total                | 526.482                                                        | 526.482            |                         | 370.948                                                 | 370.948            |                         |

Pueden observarse dos efectos. El primero es la sensible pérdida de votos de los partidos integrantes de la coalición (sólo en Baleares hay un aumento de votos, pero también un nuevo componente de la coalición, Entesa per Mallorca). El segundo es que sólo la aportación de los nuevos socios, especialmente la del Bloque Nacionalista Galego, así como los casi 24.000 votos obtenidos fuera de las comunidades matriz de los partidos nacionalistas, atribuible a Los Verdes, permitieron la obtención de un escaño.

## Elecciones europeas de 2014
La coalición electoral no tuvo continuidad en las elecciones al Parlamento Europeo de 2014. Euskal Herria Bildu (integrada entre otros por Aralar y Eusko Alkartasuna) propuso la creación de un bloque por el derecho a decidir, que finalmente se llamaría Los Pueblos Deciden y logró el apoyo de Bloque Nacionalista Galego, Andecha Astur, Alternativa Nacionalista Canaria, Unidad del Pueblo y Puyalón.
Por su lado, Esquerra Republicana de Catalunya, tras no lograr un gran acuerdo con Convergència i Unió para una candidatura unitaria catalana, apostó por la presentación de una candidatura independiente, con el apoyo de Catalunya Sí, su aliado en las elecciones al Parlamento de Cataluña de 2012, y Nova Esquerra Catalana, escisión del Partido de los Socialistas de Cataluña liderada por Ernest Maragall. La Junta Electoral Central consideró a esta candidatura, denominada L'Esquerra pel Dret a Decidir, como heredera a todos los efectos de Europa de los Pueblos-Verdes.
Además, la Chunta Aragonesista decidió presentarse dentro de la candidatura Primavera Europea junto con Equo y la Coalició Compromís de la Comunidad Valenciana, entre otros, mientras que Entesa per Mallorca, integrado en la coalición Més per Mallorca, y el Partido de El Bierzo declinaron presentarse a las elecciones.